# Synagoge (Hattem)

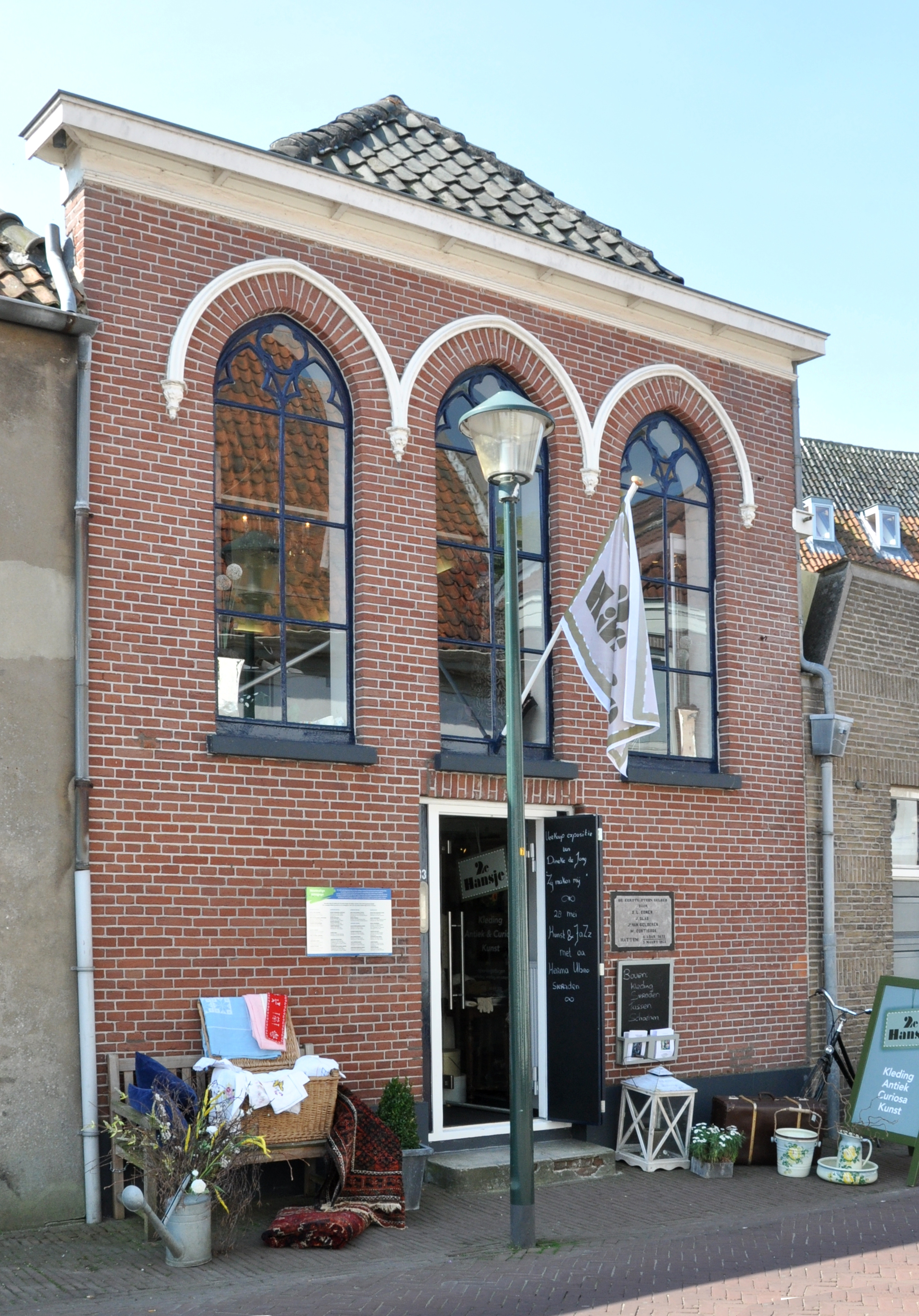
Ehemalige Synagoge in Hattem (2011)

Die Synagoge in Hattem, einer Gemeinde in der niederländischen Provinz Gelderland, wurde 1873 errichtet. Die profanierte Synagoge an der Achterstraat 33 ist als Rijksmonument ein geschütztes Kulturdenkmal.
Die ersten Juden siedelten sich im 18. Jahrhundert in Hattem an. Die Jüdische Gemeinde Hattem hatte im Jahr 1869 mit 55 Mitgliedern ihren Höchststand erreicht.
Die jüdischen Bürger von Hattem wurden während des Zweiten Weltkriegs von den deutschen Besatzern verfolgt und viele wurden in den Konzentrationslagern ermordet.
Das Synagogengebäude, dessen drei hohe Rundbogenfenster erhalten blieben, wird seit vielen Jahren als Ladengeschäft genutzt.